# Het bewind van Een
Het bewind van Een (Engelse titel: The King of Kantmorie) is een vijfdelige maatschappelijke sciencefictionboekenreeks van de Amerikaanse schrijfster Ansen Dibell, die voor het Nederlandse taalgebied verscheen in de M=SF-serie van Uitgeverij Meulenhoff. De reeks concentreert zich op de belevenissen van Jannus, de zoon van vrouwe Lillia, heerseres van Nieuwstock, een van de riviersteden in het land Bremner. Het onderliggende sociologische verhaal gaat over de verschillende volken met hun onderlinge verbanden en de veranderende verhoudingen hiertussen in de loop der tijd.

## De Teks
Meer dan 4000 jaar geleden ontvluchtten de Teks hun thuisplaneet voor een eeuwenlange ruimtereis naar een nieuwe wereld. Zij bouwden hiervoor een slaapschip, bestuurd door het brein van een geweldig grote en zeer intelligente vis uit een waterwereld. De Teks gaven de vis een nieuw en vrijwel onverwoestbaar lichaam, dat tegelijk een ruimteschip was. De Teks noemden hun piloot Diepvis of gewoonweg Piloot. Het woord voor piloot in de taal van de vis was Shai; zo noemde het wezen zichzelf. Tijdens de lange reis leerde de Shai alles over de Tek-beschaving en hun voorgangers. Ook bedacht hij een regeringsvorm voor als ze bij de nieuwe wereld aankwamen: een systeem waarin de bevolking in zo min mogelijk tijd met zo min mogelijk schokken tot een stabiele samenleving zou uitgroeien: het bewind van Een, waarbij de macht bij een enkele heerser zou liggen waaraan iedereen, ook de Shai zelf, dienstbaar zou zijn. De Shai landde op een hoogvlakte op de nieuwe thuiswereld en richtte hier de eerste Tekbasis op, die de basis van Laag werd genoemd. De Teks stichtten het koninkrijk Kantmorie, dat drie millennia zou bestaan en met meegebrachte cellen kweekten ze allerlei wezens, waaronder mensen, dieren, planten en insecten. In het tweede millennium na de landing vonden de Teks de Sproke uit: een persoonsopname waarin het wezen van een Tek werd geladen. Hiermee werden de Teks in feite onsterfelijk, want telkens als ze stierven werd de Sproke in een nieuw gekweekt lichaam geprojecteerd. De Shai ontwierp op aanvraag van de Teks een menselijk lichaam voor zichzelf met een Sproke van hemzelf. Deze mobiel deed op aanvraag van de Teks onderzoeken en vervulde hun wensen. De onsterfelijke Teks maakten zich al gauw nergens meer druk om en leidden een doelloos leven.
Bijna duizend jaar geleden kwam het koninkrijk ten val tijdens de Opstand van de Valde, Bremneri, Smits en Andranen. De hoogvlakte werd afgeschermd van de rest van de wereld door de Versperring: een dodelijk afweerscherm. De opgesloten Teks vervielen uiteindelijk tot waanzin, maar werden als ze stierven wel telkens geregenereerd door de Shai. Kantmorie werd al die eeuwen afgeschermd van de rest van de wereld, waar wel nog allerlei wapens en gereedschappen van de Teks rondslingerden, die werden gevoed door energie uit Kantmorie. Na een aardbeving vielen delen van de Versperring uit. De mobiel van de Shai ging op onderzoek uit en daalde af naar de laaglanden. Hij besloot het eilandenrijk Andras tot een eenheid te vormen en van daaruit de rest van de chaotische wereld te veroveren, zodat deze weer onder een enkele heerser zou vallen. De mobiel noemde zichzelf Ashai Rey. Intussen was Lur, een der Teks, vastbesloten een einde te maken aan het bewind van de Shai, zodat hij na al die eeuwen eindelijk kon sterven. Met hulp van Jannus, Poli Wir en Elda Yrsmit wist hij door te dringen tot de basis van Laag en eindelijk de langgezochte dood te vinden. Jannus werd koning van Kantmorie en liet de Shai alle andere Tekbases opdoeken en de energie naar de Versperring en Tektechnologie afsluiten, zodat alle Tek-artefacten onbruikbaar werden. De Shai liet de Laag-basis opstijgen en bracht deze in een baan om de planeet.

## De Valde
De Valde zijn de oorspronkelijke bewoners van de planeet. Ze zijn geweldige jagers dankzij de Marenniath: een empathisch vermogen waarmee ze een prooi opsporen en tegelijkertijd vast kunnen stellen of die prooi zich neerlegt bij zijn dood als een noodzakelijk natuurgebeuren. Hierdoor zijn Valde niet tot moord in staat.
De eerste duizend jaar na de landing hielden de Teks de Valde als troeteldieren, later kwam het tot relaties tussen de volken. De Tek Gaherin werd verliefd op de Valde Adunna Laer, maar ze konden samen geen kinderen krijgen. Adunna stierf en Gaherin begon de Valde aan te passen, zodat kinderen uit een verbintenis tussen Valde en niet-Valde mogelijk zouden worden. Uiteindelijk lukte dat, maar met een vervelend bijverschijnsel: slechts een op de tien geboren Valde was een jongetje. Na de uitvinding van de Sproke maakten de Teks zich niet meer druk om hun dood. Bij elke nieuwe Sproke verloren de Teks een deel van hun gevoelsherinneringen en uiteindelijk konden de Valde in de Teks geen innerlijke stem meer ontdekken. Zonder deze zelfzang, waaraan de Valde het wezen konden herkennen en die ze Farioh noemden, waren de Teks voor de Valde levende doden, door hen Sa'Farioh (zonder zelfzang) genoemd. De Valde begonnen op de Teks te jagen en werden van de hoogvlakte verbannen, die daarop werd afgeschermd door de Versperring.
Uiteindelijk kwam er een systeem waarbij de vele vrouwelijke Valde zonder broer, de Haffa-Valde (Haffa betekent "de keuze"), vrijwillig kozen voor een diensttijd van tien jaar als strijdmaagd bij een van de riviersteden van Bremner. De weinige Valde die de diensttijd overleefden ontvingen een bruidssteen en mochten terug in het land Valde een man kiezen om mee te trouwen. De Valde die wel een broer hadden, de Hafera-Valde, hoefden niet in dienst. Door dit systeem nam het aantal geboren jongetjes bij de Valde langzaam toe.

## De Bremneri
De Bremneri bewonen de riviersteden: elkaar beconcurrerende handelssteden aan de grote rivier Erth-Rimmon die onder leiding staan van een vrouwe en elk een legioen Valde tot hun beschikking hebben. De vrouwen bezitten een uit het verre verleden door onderlinge huwelijken met de Valde geërfd vermogen dat waarheidszin wordt genoemd. Hiermee kunnen ze vaststellen of iemand gelooft wat hij zegt. Door dit vermogen zijn de Bremneri-mannen zeer gesloten en drukken ze zich erg voorzichtig uit: een verkeerde opmerking kan grote gevolgen hebben. De veel voorkomende onderlinge twisten tussen de steden worden beslecht door dodelijke duels tussen de beste krijgers van het plaatselijke Valde-legioen: de Eerste Danseressen.

## De Smits
De Teks ontwierpen een volk om hun apparatuur te bouwen en onderhouden: de Ragdocnir. Zij werden door de Teks al snel Meks genoemd. Meks konden opklimmen tot Teks en soms zelfs tot Koning der Teks. Na de Opstand werden de Meks de voorouders van de Smits, die nog steeds de gereedschapsmeesters van het land zijn.

## De Andranen
De Andranen bewonen een eilandenrijk van uitgedoofde vulkanen in de baai van Andras.

## De boeken uit de reeks
1. 1978 - De laatste koning (Pursuit of the Screamer)
2. 1981 - Ashai Rey (Circle, Crescent, Star)
3. 1982 - Zomermarkt (Summerfair)
4. 1983 - Stormvloedgrens (Tidestorm Limit)
5. 1985 - Gift van de Shai (The Sun of Return)